# 因奇馬諾克島

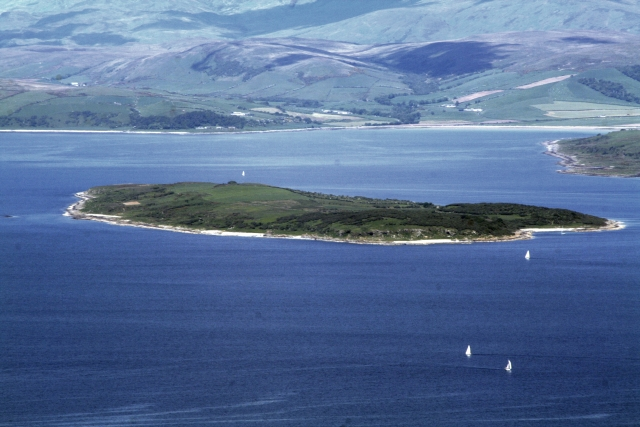

因奇馬諾克島是蘇格蘭的島嶼，位於大西洋海域，屬於英倫諸島的一部分，長3.5公里，面積2.66平方公里，最高點海拔高度60米，島上無人居住。
55°47′27″N 5°09′35″W / 55.79082°N 5.15974°W